# Warstiens
Warstiens is een dorp in de gemeente Leeuwarden, in de Nederlandse provincie Friesland. Warstiens ligt tussen Leeuwarden en Wartena ten westen van het Langdeel. Ten zuiden van het dorp ligt een camping. In 2023 telde het dorp 30 inwoners.

## Ligging en bereikbaarheid
De dorpskern kent een vrij geïsoleerde ligging, aangezien het voor het wegverkeer maar op één manier te bereiken is; via de Warstienserdijk vanuit Warga. Ten noorden van Warstiens loopt de N31. Deze weg heeft echter geen directe aansluiting met het dorp.  
Aan de andere kant van het Langdeel liggen enkele verspreide boerderijen te bereiken via Wartena.

## Geschiedenis
Warstiens is ontstaan op een terp. Heel groot is Warstiens nooit geworden, het bleef een agrarisch dorp ondanks de ligging aan het water. Het dorp werd in 1477 vermeld als Wer-steens, in 1505 als Wersteens, in 1579 als Werstiens en in 1664 als Warsteens. 
De plaatsnaam duidt op een perceel (Oudfries: wer) van de familie Stenig.
Tot de gemeentelijke herindeling in 1984 maakte Warstiens deel uit van de voormalige gemeente Idaarderadeel. Daarna lag het in de gemeente Boornsterhem, tot die gemeente op 1 januari 2014 werd opgeheven.

## Beschermd dorpsgezicht
Een deel van Warstiens is een beschermd dorpsgezicht, een van de beschermde stads- en dorpsgezichten in Friesland. Verder zijn er in het dorp enkele rijksmonumenten.

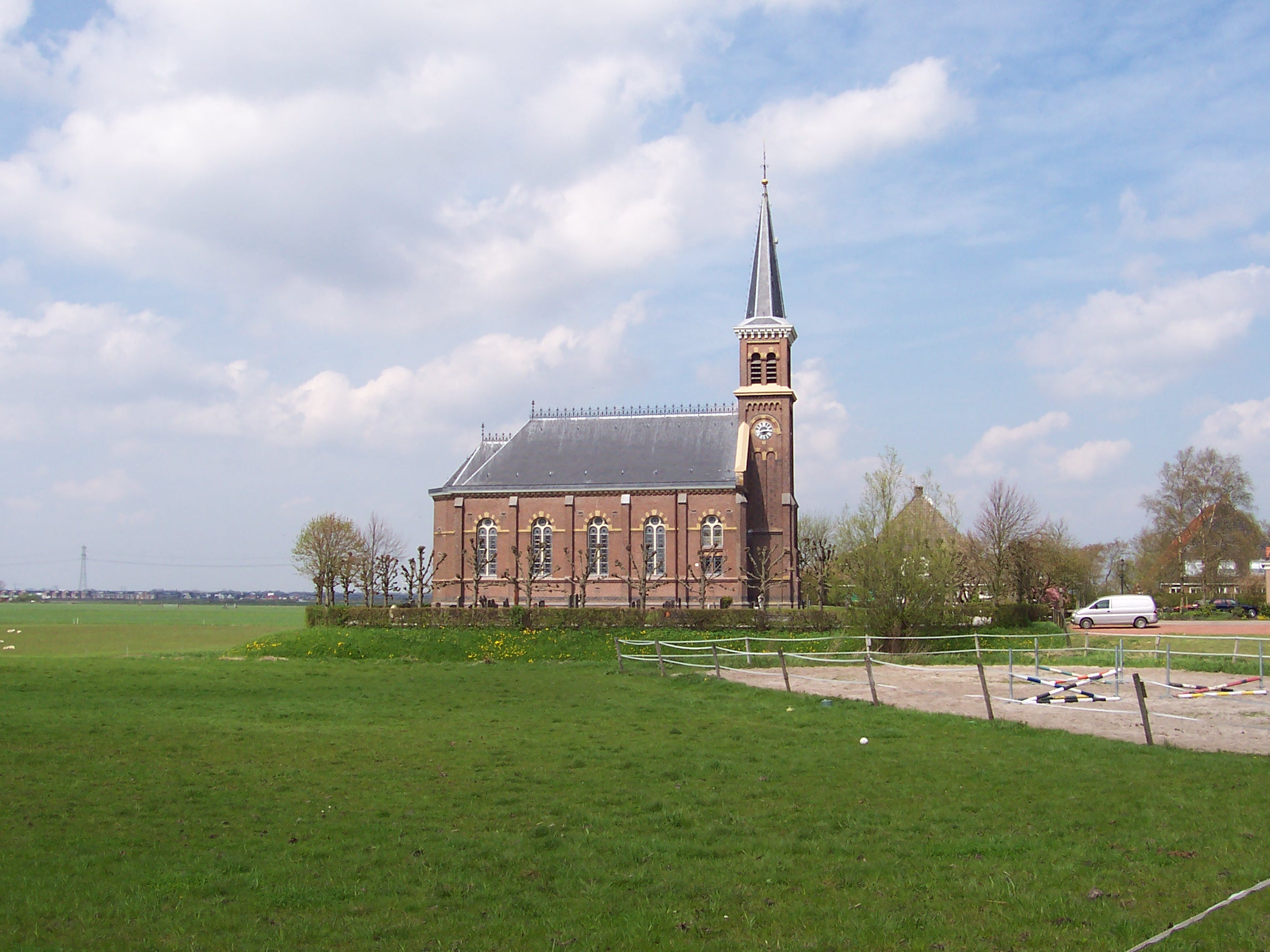
Kerk van Warstiens

## Kerk
De hervormde kerk van Warstiens is gebouwd in 1882. Het ontwerp van het eclectische bouwwerk is gemaakt door de Leeuwarder architect H.H. Kramer. De kerk is gebouwd ter vervanging van de middeleeuwse kerk ter plaatse. Hierbij is de traditionele oost-west oriëntatie volledig omgekeerd.

## Bevolkingsontwikkeling
| 1999 | 2000 | 2001 | 2002 | 2004 | 2005 | 2006 | 2007 | 2008 | 2009 | 2011 | 2012 | 2018 | 2019 | 2021 | 2023 |
| ---- | ---- | ---- | ---- | ---- | ---- | ---- | ---- | ---- | ---- | ---- | ---- | ---- | ---- | ---- | ---- |
| 39   | 36   | 37   | 41   | 43   | 44   | 45   | 43   | 42   | 40   | 43   | 41   | 35   | 30   | 30   | 30   |

Steden, dorpen en gehuchten: Aegum · Baard · Beers · Britsum · Cornjum · Finkum · Friens · Goutum · Grouw · Hempens · Hijlaard · Hijum · Huins · Idaard · Irnsum · Jellum · Jelsum · Jorwerd · Leeuwarden · Lekkum · Lions · Mantgum · Miedum · Oosterlittens · Oude Leije · Roordahuizum · Snakkerburen · Stiens · Swichum · Teerns · Warstiens · Wartena · Warga · Weidum · Wirdum · Wytgaard

Buurtschappen: Abbengawier · Angwier · Baardburen · Bartlehiem (deels) · Barrahuis · De Hem · Domwier · Fons · Groote Bontekoe · Gotum · Hezens · Horne · Hofland · Hoptille · Marwird · Midsburen · Naarderburen · Noordend · Oude Schouw (deels) · Poelhuizen · Rewerd (deels) · Schillaard · Schrins · Tichelwerk · Tjaard · Tjeintgum · Truurd · Tsienzerburen · Vensterburen · Vierhuis · Vrouwbuurtstermolen (deels) · Wammerd · Wiel · Wieuwens · Wilaard · Zuiderburen · Zuiderend

Voormalige buurtschappen: De Drie Romers · Hoek

Friesland: Steden en dorpen      Nederland: Provincies · Gemeenten